# Alexandre de Rome
Cet article concerne Alexandre de Rome († 165). Pour les autres saints de ce nom, voir saint Alexandre.
Alexandre de Rome (° IIe siècle à Rome - † vers 165 à Rome également) est un martyr romain. Alexandre est l'un des sept fils de sainte Félicité de Rome. L'Église catholique les célèbre le 10 juillet, l'Église orthodoxe le 13 mai.

## Légende
D'après la tradition, Alexandre est l’un des sept fils de la martyre Félicité de Rome. Ses frères sont Janvier, Félix, Philippe, Sylvain, Vital et Martial. Sous le règne de Marc Aurèle ou, d'après d'autres récits, sous celui de l'empereur Antonin le Pieux, ses frères et lui sont torturés et tués en présence de leur mère. Elle est tuée ensuite.
La légende est attestée depuis le Ve siècle. Les martyrs appelés les fils de Félicité n'ont certainement aucun rapport entre eux; ils étaient enterrés dans quatre catacombes différents : Félix et Philippe au cimetière de Priscille, Vital, Martial et Alexandre au cimetière des Jordani, Silanus au cimetière de Maxime, et Janvier au cimetière de Prétextat. Dans la première moitié du Ve siècle, la légende est connue de Pierre Chrysologue; ensuite, elle apparaît dans le sacramentaire gélasien et dans divers guides pour pèlerins.

## Translation de reliques
Lors de la fondation du monastère d'Ottobeuren en 764, des ossements d'un martyr nommé Alexandre sont acquis à Rom, ossements identifiés avec ceux du fils de Félicité; ces ossements proviennent bien d'un saint anonyme des catacombes. L'église de l’abbaye d'Ottobeuren lui est dédiée.
Durant l’hiver 850-851 et à l'instigation de Waltbraht ou Waltbert, comte de Lerigau et petit-fils du chef saxon Widukind, des reliques de saint Alexandre sont apportés à Wildeshausen, au sud de Brême, qui faisait partie de son domaine et où Waltbraht ein Stift canonial. Ce transport fait partie des nombreuses autres translations de ce temps qui devaient soutenir la mission de christianisation des Saxons. Un texte rédigé à l'initiative de Waltbraht cite les miracles qui se seraient produits durant le voyage.
Au XIIe siècle, des reliques d'Alexandre arrivent au monastère de Neuwerk (de) près de Halle. Deux reliquaires de bras provenant de Wildeshausen et datant du premier tiers du XIIIe siècle se trouvent dans l'église du prieuré Saint-Georges (de) à Vechta.

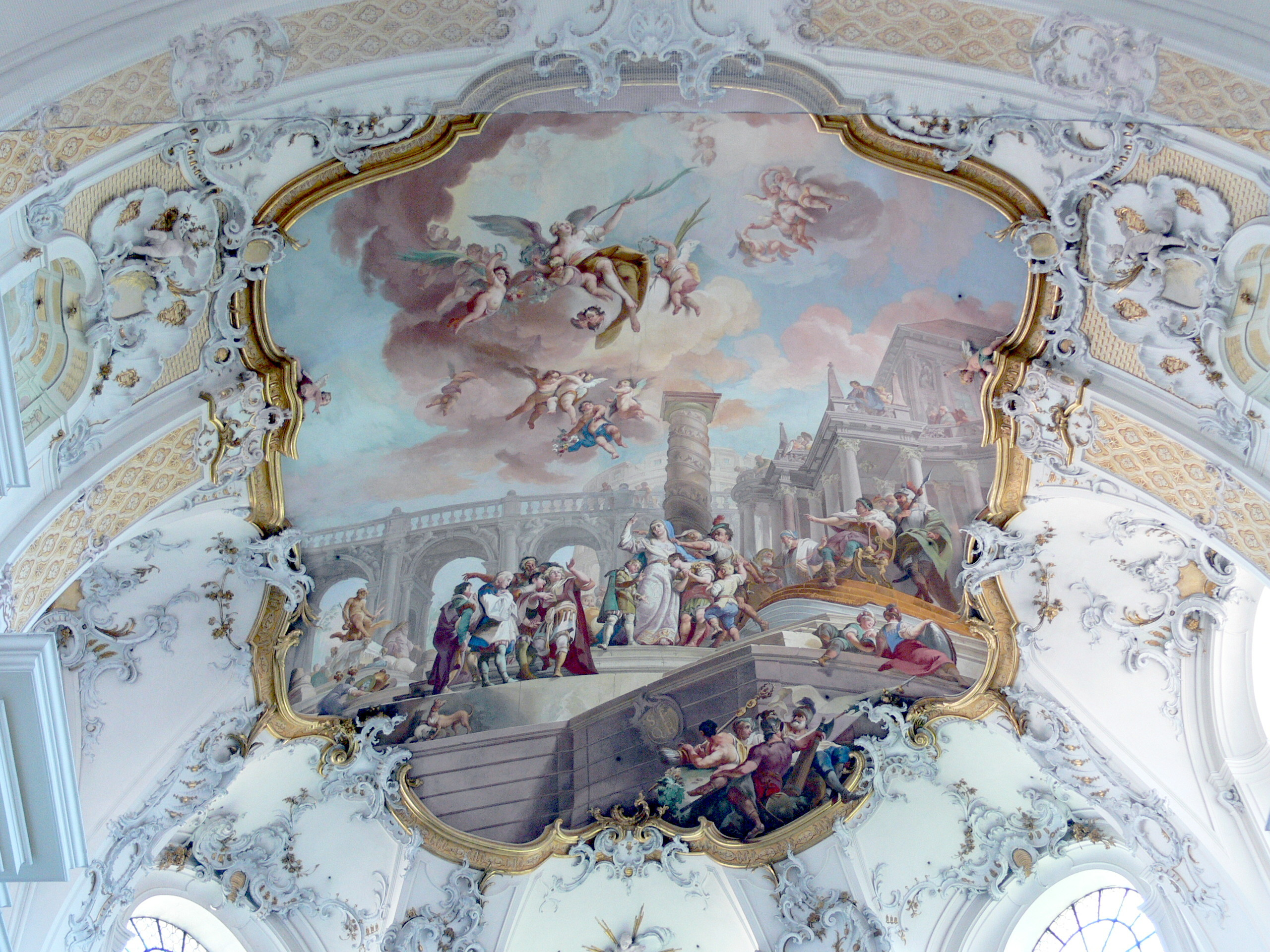
Franz Anton Zeiller, Condamnation de sainte Félicité et de ses sept fils (1758), transept de l'église de l’abbaye d'Ottobeuren.
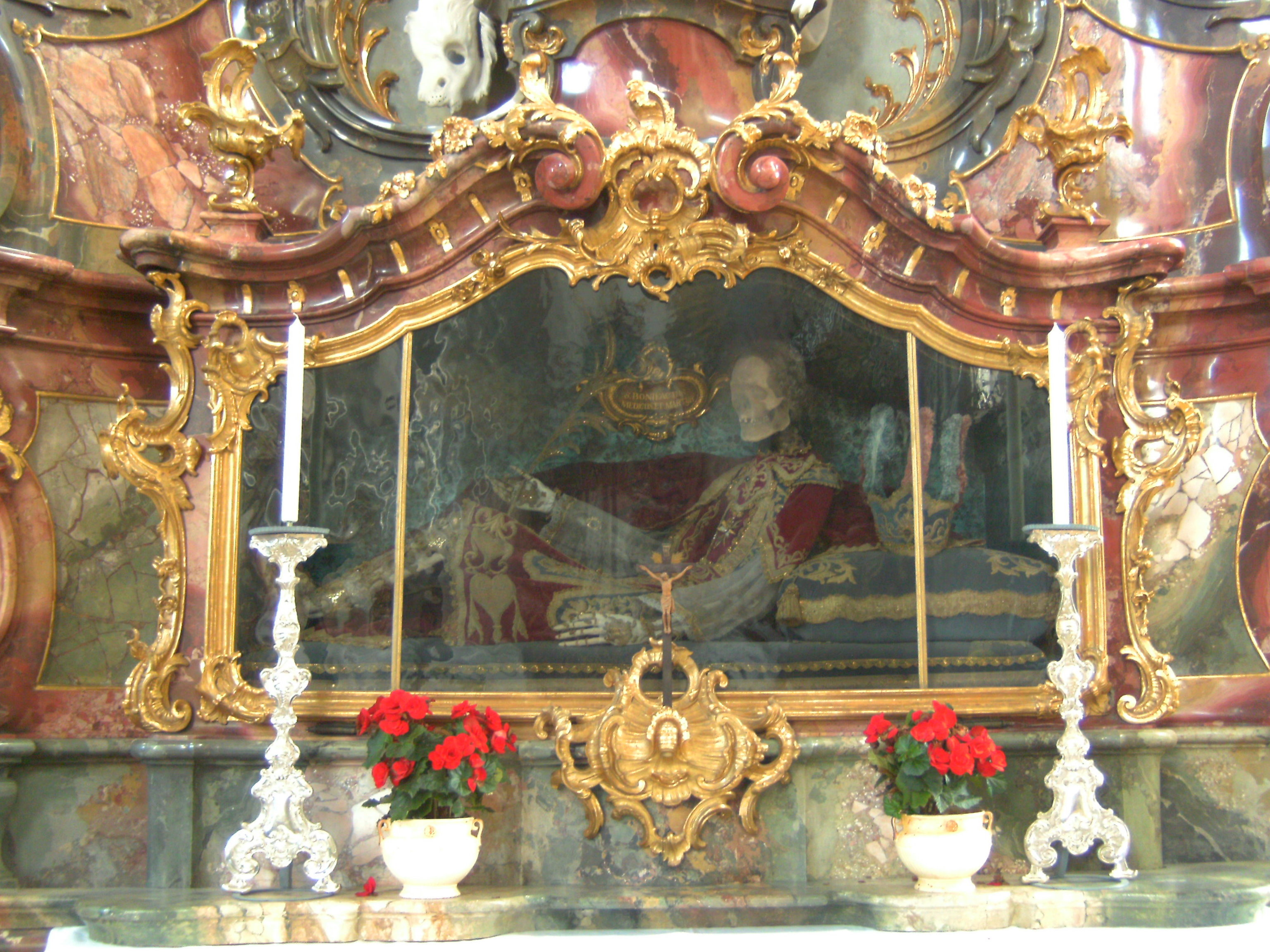
Reliquaire à l'abbaye d'Ottobeuren.
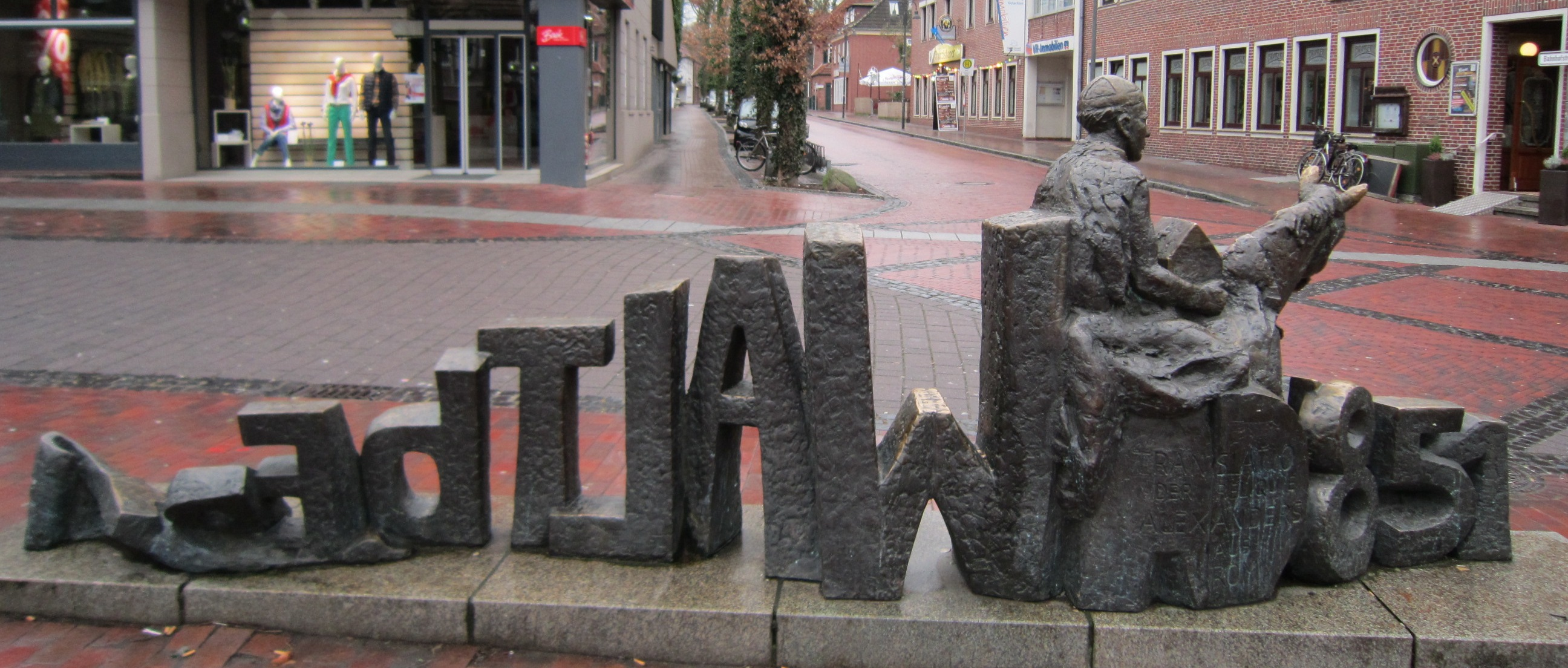
Mémorial en bronze rappelant la translation des ossements de saint Alexandre à Wildeshause. mairie de Wildeshausen.

## Source de la traduction
- (de) Cet article est partiellement ou en totalité issu de l’article de Wikipédia en allemand intitulé « Alexander von Rom » (voir la liste des auteurs).